# 시작된 종말론

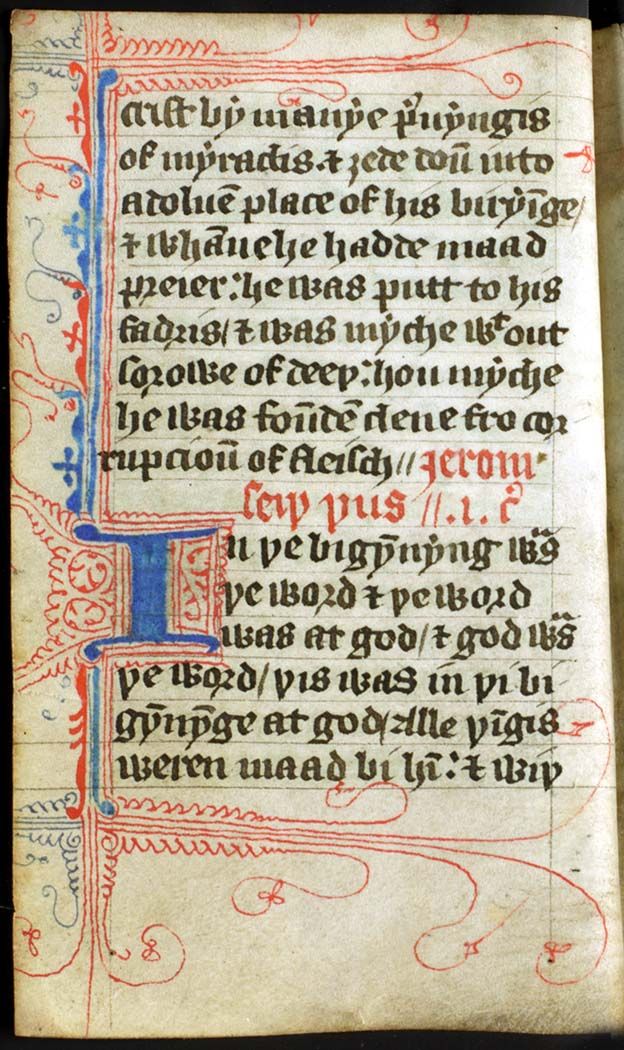
14 세기의 요한복음 사본

시작된 종말론 (始作 - 終末論, 영어: inaugurated eschatology, already and not yet) 혹은 도입된 종말론, 개시된 종말론, 위임된 종말론등으로 번역된다 이 견해는 마지막 시대에 예수님의 삶, 죽음 그리고 부활은 이미(already) 시작되었지만 그러나 아직(not yet) 하나님의 나라가 완성되지 않았다는 그리스도 신학을 믿는 것이다. 조오지 앨든 래드는 하나님의 나라는 다가올 시대에 속한 종말론적 선물일뿐만 아니라, 이전 세대에서 이미 받았던 선물이라고 한다. 이런 종말론의 접근은 오스카 쿨만이 알버트 슈바이처의 재림의 임박성을 급작스럽게 강조한 철저한 종말론과 C. H. 다드의 하나님 나라의 미래성을 거부하고 이미 현실 역사에 임하였다는 실현된 종말론을 결합을 추구하여 만들었다. 

## 같이 보기
- 철저한 종말론
- 실현된 종말론
- 기독교 종말론
- 미래 종말론